# Cardiosace
Cardiosace is een geslacht van vlinders van de familie Uilen (Noctuidae), uit de onderfamilie Acontiinae.

## Soorten
- C. bidentata Hampson, 1902
- C. callima Bethune-Baker, 1911
- C. citrelinea Bethune-Baker, 1911
- C. chiaromontei Berio, 1936
- C. erffai Grünberg, 1913
- C. natalis Guenée, 1852
- C. olivescens Hampson, 1910
- C. perilis Wallengren, 1856
- C. sphendonistis Hampson, 1902
- C. trychaenoides Wallengren, 1856